# سایر اقدامات حفاظتی مؤثر مبتنی بر منطقه
سایر اقدامات حفاظتی مؤثر مبتنی بر منطقه مکان‌هایی خارج از مناطق حفاظت‌شده هستند که به گونه‌ای اداره و مدیریت می‌شوند که حفاظت بلندمدت از تنوع زیستی را در محل ارائه می‌دهند. تا مارس ۲۰۲۳، ۸۵۶ مورد از این مکان‌ها به پایگاه داده جهانی سایر اقدامات حفاظتی مؤثر مبتنی بر منطقه، که توسط مرکز نظارت بر حفاظت جهانی برنامه محیط زیست سازمان ملل متحد مدیریت می‌شود، گزارش شده است، ۱٬۹۹۲٬۷۲۹ کیلومتر مربع (۷۶۹٬۳۹۷ مایل مربع) از سطح زمین را پوشش می‌دهند که ۱٬۵۸۹٬۰۹۰ کیلومتر مربع (۶۱۳٬۵۵۰ مایل مربع) در خشکی و ۴۰۳٬۶۳۹ کیلومتر مربع (۱۵۵٬۸۴۶ مایل مربع) در اقیانوس را شامل می‌شوند.

## تعریف و معیارها
توسط کنوانسیون تنوع زیستی به صورت زیر تعریف می‌شود:
منطقه‌ای با تعریف جغرافیایی غیر از منطقه حفاظت‌شده که به شیوه‌هایی اداره و مدیریت می‌شود که به نتایج مثبت و پایدار بلندمدت برای حفاظت از تنوع زیستی در محل، همراه با عملکردها و خدمات اکوسیستمی مرتبط و در صورت لزوم، ارزش‌های فرهنگی، معنوی، اجتماعی-اقتصادی و سایر ارزش‌های محلی مرتبط، دست یابد.
چهار معیار برای شناسایی وجود دارد:
- این منطقه در حال حاضر به عنوان منطقه حفاظت شده شناخته نمی‌شود؛
- این منطقه تحت حاکمیت و مدیریت است؛

این منطقه به سهم پایدار و مؤثری در حفاظت از تنوع زیستی در محل خود دست می‌یابد
- معیار کارکردها و خدمات مرتبط با اکوسیستم و ارزش‌های فرهنگی، معنوی، اجتماعی-اقتصادی و سایر ارزش‌های محلی مرتبط، حفظ و محترم شمرده می‌شوند.

تحت چهار معیار فوق، ۲۶ زیرمعیار وجود دارد.

## تاریخچه
اصطلاح «سایر اقدامات حفاظتی مؤثر مبتنی بر منطقه» برای اولین بار در هدف ۱۱ طرح استراتژیک تنوع زیستی کنوانسیون تنوع زیستی، که در سال ۲۰۱۰ در ناگویا، ژاپن، مورد توافق قرار گرفت، استفاده شد. هدف ۱۱ بیان می‌کرد:
تا سال ۲۰۲۰، حداقل ۱۷ درصد از مناطق خشکی و آب‌های داخلی و ۱۰ درصد از مناطق ساحلی و دریایی، به ویژه مناطقی که از نظر تنوع زیستی و خدمات اکوسیستمی اهمیت ویژه‌ای دارند، از طریق سیستم‌های مناطق حفاظت‌شده با مدیریت مؤثر و عادلانه، معرف بوم‌شناسی سیستم‌ها و به خوبی مرتبط و سایر اقدامات حفاظتی مؤثر مبتنی بر منطقه، حفاظت شده و در چشم‌اندازها و چشم‌اندازهای دریایی گسترده‌تر ادغام شوند. (تأکید اضافه شده است)
در سال ۲۰۱۴، هری جوناس، آشیش کوتاری و دیگر نویسندگان وابسته به کنسرسیوم ICCA - ICCA مخفف "منطقه حفاظت‌شده بومی و محلی" است - استدلال کردند که "تعریف 'سایر اقدامات حفاظتی مؤثر مبتنی بر منطقه' فرصتی بی‌نظیر برای شناخت بهتر مناطقی است که حفاظت از تنوع زیستی را در خارج از مناطق حفاظت‌شده ارائه می‌دهند. در سال ۲۰۱۵، کمیسیون جهانی مناطق حفاظت‌شده اتحادیه بین‌المللی حفاظت از طبیعت، یک گروه ویژه به ریاست مشترک هری جوناس و کتی مک‌کینون (۲۰۱۶–۲۰۲۰) برای ارائه مشاوره فنی به کنوانسیون تنوع زیستی تأسیس کرد. این گروه مشاوره خود را در ژانویه ۲۰۱۸ به دبیرخانه کنوانسیون تنوع زیستی ارائه داد. این مشاوره، همراه با گزارشی در مورد دریایی، در دو کارگاه آموزشی که توسط دبیرخانه کنوانسیون تنوع زیستی در فوریه ۲۰۱۸ برگزار شد، مورد بررسی قرار گرفت.
اعضای کنوانسیون تنوع زیستی در بیست و دومین نشست نهاد فرعی مشاوره علمی، فنی و فناوری، پیش‌نویس تصمیمی را مورد مذاکره قرار دادند و در چهاردهمین نشست کنفرانس اعضا، تصمیم ۱۴/۸ در مورد «مناطق حفاظت‌شده و سایر اقدامات حفاظتی مؤثر مبتنی بر منطقه» را تصویب کردند که شامل تعریف و معیارهای شناسایی است.
«سایر اقدامات حفاظتی مؤثر مبتنی بر منطقه» در هدف ۳ چارچوب جهانی تنوع زیستی ذکر شده است. این چارچوب در دسامبر ۲۰۲۲ در پانزدهمین کنفرانس اعضای کنوانسیون تنوع زیستی سازمان ملل متحد در مونترال، کانادا مورد توافق قرار گرفت. در اهداف جهانی تنوع زیستی، موضوع بحث در آستانه کنفرانس بود. هدف ۳ از اعضای کنوانسیون تنوع زیستی می‌خواهد که:
«اطمینان حاصل کنید و این امکان را فراهم کنید که تا سال ۲۰۳۰ حداقل ۳۰ درصد از مناطق خشکی، آب‌های داخلی و مناطق ساحلی و دریایی، به ویژه مناطقی که از اهمیت ویژه‌ای برای تنوع زیستی و عملکردها و خدمات اکوسیستم برخوردارند، از طریق سیستم‌های مناطق حفاظت‌شده با نماینده بوم‌شناسی سیستم‌ها، به خوبی مرتبط و عادلانه و سایر اقدامات حفاظتی مؤثر مبتنی بر منطقه، به‌طور مؤثر حفاظت و مدیریت شوند، به طوری که در صورت لزوم، قلمروهای بومی و سنتی به رسمیت شناخته شده و در چشم‌اندازهای وسیع‌تر، چشم‌اندازهای دریایی و اقیانوس ادغام شوند، ضمن اینکه اطمینان حاصل شود که هرگونه استفاده پایدار، در صورت لزوم در چنین مناطقی، کاملاً با نتایج حفاظت سازگار باشد و حقوق مردم بومی و جوامع محلی، از جمله بر قلمروهای سنتی آنها، به رسمیت شناخته و رعایت شود.»

## وسعت جهانی
پایگاه داده جهانی در مورد سایر اقدامات حفاظتی مؤثر مبتنی بر منطقه توسط مرکز نظارت بر حفاظت جهانی برنامه محیط زیست سازمان ملل متحد مدیریت می‌شود. تا آوریل ۲۰۲۴، ۸۵۶ سایت شناسایی و به پایگاه داده جهانی گزارش شده است. مناطق حفاظت‌شده مساحتی بالغ بر ۱٬۹۹۲٬۷۲۹ کیلومتر مربع (۷۶۹٬۳۹۷ مایل مربع) از سطح زمین را پوشش می‌دهند که شامل ۱٬۵۸۹٬۰۹۰ کیلومتر مربع (۶۱۳٬۵۵۰ مایل مربع) در خشکی و ۴۰۳٬۶۳۹ کیلومتر مربع (۱۵۵٬۸۴۶ مایل مربع) در اقیانوس است.
مناطق دریایی با مدیریت محلی یکی از اشکال هستند؛ نمونه‌هایی از این مناطق در موزامبیک و ماداگاسکار وجود دارد.